# Морфічне поле
Морфі́чне по́ле — гіпотетичне поле в теоретичних побудовах британського біохіміка Руперта Шелдрейка. За припущенням, керує розвитком і відтворенням структур різної природи, зокрема кристалізацією кристалів, згортанням протеїнових ланцюгів, онтогенезом живих організмів, поширенням навичок та культурних мемів. Здатні до нелокальних взаємодій із полями аналогічних структур, що виникли у минулому. Відповідальні за механізми індивідуальної та колективної пам'яті, можуть пояснити явище телепатії. Природа морфічних полів лишається невідомою. Їхнє існування йде в розріз з домінантними парадигмами сучасних природничих наук і викликає сумнів у критиків.